# Kropotkin, Krasnodar kraj
Kropotkin är en stad i Krasnodar kraj vid Kuban i Ryssland och järnvägen mellan Krasnodar och Stavropol.
Kropotkin var vid mitten av 1900-talet centrum för spannmålshandel med kvarnar, växtfabrikation och maskinindustri. År 2010 fanns här 80 765 invånare.